# Konungarnas tillbedjan (roman)
Konungarnas tillbedjan är en roman från 2012 av den svenska författarinnan Lotta Lotass. Den berättar om de tre vise männen och deras vandring mot Betlehemsstjärnan.

## Mottagande
Björn Gunnarsson skrev i Göteborgs-Posten: "Poetiska inrim och ljudspel präglar stilen mer än någonsin tidigare hos Lotass, ålderdomliga vändningar blandas med nyskapelser, liknelser och synonymer varieras. ... Orden är verkligen malmfyllda, naturlandskapen lika svindlande storslagna som alltid hos Lotass. Samtidigt är stilen här något mera tyglad, mera symfoniskt regelbunden än i tidigare böcker." Sveriges Radios Maria Edström skrev att "språket här ligger nära en kristen förkunnelse, så som det också gjorde i romanen skymning:gryning", men att denna roman skiljer sig från den tidigare, vars skildring "måhända var ett dårhushjons överhettade fantasi", genom att vara "en berättelse om det som ryms, ljuder, traderas i kyrkklockans slag". Petter Lindgren skrev i Aftonbladet: "Skildringen är knäpp, högstämd, rytmisk, biblisk, men inte sträng." Lindgren fortsatte: "Det går att läsa Lotta Lotass vandringsepos enkom för det vackra och suggestiva språket, men det är också en berättelse som fängslar genom sin undanglidande natur eller snarare spretighet i det lilla. På i stort sett varje sida finns något att stanna upp vid, ett märkligt klingande ord, ett litet stickspår, en fistelgång in i science fiction eller fantasy."